# Epiechinus perrieri
Epiechinus perrieri är en skalbaggsart som beskrevs av Leon Fairmaire 1898. Epiechinus perrieri ingår i släktet Epiechinus och familjen stumpbaggar. Inga underarter finns listade i Catalogue of Life.